# Hoplia scheini
Hoplia scheini är en skalbaggsart som beskrevs av S. Endrödi 1953. Hoplia scheini ingår i släktet Hoplia och familjen Melolonthidae. Inga underarter finns listade i Catalogue of Life.